# Harpacticellus arborum
Harpacticellus arborum är en mångfotingart som först beskrevs av Karl Wilhelm Verhoeff 1941.  Harpacticellus arborum ingår i släktet Harpacticellus och familjen storjordkrypare.
Artens utbredningsområde är Ekvatorialguinea. Inga underarter finns listade i Catalogue of Life.